# Jasmin Moghbeli
Jasmin Moghbeli (Bad Nauheim, 24 de junho de 1983) é uma piloto de teste dos Fuzileiros Navais e astronauta americana (de origem iraniana) da NASA. Ela formou-se no Instituto de Tecnologia de Massachusetts, Naval Postgraduate School e na Escola de Piloto de Teste Naval dos Estados Unidos. Tem mais de 2 000 horas de voo e 150 missões de combate no Afeganistão.

## Juventude e educação
Jasmin Moghbeli nasceu no dia 24 de junho de 1983 em Bad Nauheim, Alemanha Ocidental, filha de Fereshteh e Kamy Moghbeli.  Seus pais saíram do Irã seguindo a Revolução Iraniana e levaram a família para Baldwin. Moghbeli formou-se da Baldwin Senior High School e estudou na Advanced Space Academy enquanto estava no Ensino Médio. Moghbeli conseguiu um Bacherelado de Engenharia Aeroespacial com Tecnologia da Informação do Instituto de Tecnologia de Massachusetts (MIT) e jogou basketball para os Engenheiros do MIT].

## Carreira militar
Moghbeli foi comendada como uma oficial do Corpo de Fuzileiros Navais dos EUA e treinou para se tornar uma piloto do AH-1 SuperCobra. Ela foi enviada três vezes e completou 150 missões de combate. Ela conseguiu um Mestrado de Engenharia Aeroespacial da Escola de Pós-Graduação Naval. Estudou na Escola Piloto de Testes da Marinha em Patuxent River, Maryland, e tornou-se uma piloto de teste de helicóptero do VMX-1 no MCAS Yuma.

## Carreira na NASA
Em junho de 2017, Moghbeli foi selecionada como membro do Grupo 22 de Astronautas da Nasa, onde começou seu treino com duração de dois anos. Realizou seu primeiro voo a bordo da SpaceX Crew-7.

## Vida pessoal
Os pais da Moghbeli vivem em Delray Beach. Seu irmão mais velho, Kaveh, vive na Filadélfia.

## Prêmios e honrarias
Moghbeli recebeu quatro Medalhas do Ar, a Navy and Marine Corps Commendation Medal e três Navy and Marine Corps Achievement Medal. Ela recebeu o Prêmio US Navy Test Pilot School Class 144 Outstanding Developmental Phase II e o Prêmio Willie McCool Outstanding Student Award como a Formada de Honra da Turma 144.
- Este artigo foi inicialmente traduzido, total ou parcialmente, do artigo da Wikipédia em inglês cujo título é «Jasmin Moghbeli».